# Cool James and Black Teacher
Cool James and Black Teacher, även Cool James and the Black Teacher, var en svensk eurodance-grupp, som bildades i Solna av Cool James (James Dandu) och Black Teacher (José Masena).
Deras första singlar, släppta på Stockholm Records, blev aldrig några stora hittar. Att dessa singlar dessutom i princip helt saknas på kända webbplatser såsom Youtube bidrar till att de fortsatt kommer vara okända. 1994 släppte de albumet Zooming You med singeln Dr. Feelgood, och det blev deras genombrott. Övriga hitsinglar från genombrottsalbumet var Godfather och The Rhythm of the Tribe. Dessa tre singlar nådde alla topp 10 på den svenska singellistan. Comala Wessa (1995) var tänkt som det första singelsläppet från deras tredje album Dippy Dippy Days, men de splittrades innan detta hann ges ut. Orsaken till splittringen uppgavs främst vara bråk om pengar. De återförenades dock kortvarigt 1998 och släppte singeln Free.
Cool James and Black Teachers musik anslöt i allt väsentligt till 90-talets eurodance-sound. De var dock i vissa låtar även tydligt influerade av sitt afrikanska ursprung. Detta märktes också i deras image. Bland annat bar Black Teacher ständigt en voodoo-käpp av den typ som används av afrikanska häxdoktorer. Karaktäristiskt för gruppen var också blandningen av språk, där Cool James rappade på engelska och Black Teacher på franska.
Efter duons upphörande var Cool James verksam som soloartist ett tag, men med begränsad framgång. Han återvände senare till sitt hemland Tanzania och nådde stora framgångar där, framför allt som producent. I augusti 2002 omkom han i en bilolycka i Dar es-Salaam, Tanzania. Black Teacher lämnade rampljuset, men släppte 2004 en fyraspårs-EP med egna kristna sånger.

## Diskografi

### Album
- Undercover Lovers (1992)
- Zooming You (1994)
- Dippy Dippy Days (aldrig släppt)

### Singlar
- You Make Me Feel (1992)
- Undercover Lover (1993)
- Thank You, Thank You (1993)
- Let's Stay Together (1993)
- Dr. Feelgood (1994)
- Godfather (1994)
- The Rhythm of the Tribe (1994)
- Zooming You (1995)
- Comala Wessa (1995)
- Free (1998)